# 강훈 (1957년 바둑 기사)
강훈(姜勳, 1957년 12월 9일 ~ )은 대한민국의 바둑 기사이다.

## 약력
1974년 9월에 입단하였고, 1993년 11월에 8단으로 승단(총 52국, 총점 3570점, 평균 66점), 1996년 12월에 9단으로 승단하였다. 1986년 제4기 박카스배 우승(대 김인 九단 전적 3:1 승리), 1994년 13기 KBS 바둑왕전 본선, 제30기 왕위전 본선(전적 7전 전패), 1996년 15기 KBS 바둑왕전 본선 16강, 8회 동양증권배 세계 바둑 선수권 대회, 1998년 29기 명인전 본선, 2003년 3기 돌씨앗배 프로시니어기전 준우승(대 서봉수 九단 전적 1:2 패배), 2009년 이래 한국바둑리그 하이트진로 팀 감독을 맡고 있다. 부인은 임미숙이다.</ref>, 2016년 제11회 수원시장배 전국바둑대축제 성인단체전 (푸른돌B 팀)에서 준우승에 기여했다.